# Jon McKain
Jon McKain (Brisbane, Australia; 21 de septiembre de 1982) es un exfutbolista de Australia que jugaba en las posiciones de defensa central y centrocampista.

## Carrera

### Club
| Periodo   | Club                     | Apariciones | Goles |
| --------- | ------------------------ | ----------- | ----- |
| 1999–2003 | Brisbane Strikers        | 77          | 4     |
| 2003–2005 | Naţional București       | 57          | 2     |
| 2005–2008 | FC Politehnica Timișoara | 65          | 2     |
| 2008–2010 | Wellington Phoenix       | 37          | 2     |
| 2010–2011 | Al-Nassr                 | 21          | 2     |
| 2011-2014 | Adelaide United          | 48          | 2     |
| 2015–2016 | Kelantan FA              | 31          | 2     |
| 2017      | Souths United            | 18          | 2     |
| 2018–2019 | Rochedale Rovers         | 31          | 5     |

### Selección nacional
Jugó para Australia en 16 ocasiones de 2004 a 2011, participó en los Juegos Olímpicos de Atenas 2004, la Copa de las Naciones de la OFC 2004, en la Copa FIFA Confederaciones 2005 y la Copa Asiática 2011.

## Logros

### Club
- FFA Cup (1): 2014

### Selección nacional
- Copa de Naciones de la OFC (1): 2004